# Kangra Valley Railway
| Kangra-Valley-Bahn |                     |                                    |                                    |
| Streckenlänge: | 164 km              |                                    |                                    |
| Spurweite: | 762 mm (Schmalspur) |                                    |                                    |
| Maximale Neigung: | 40 ‰                |                                    |                                    |
| Minimaler Radius: | 58,4 m              |                                    |                                    |
| |                     |                                    |                                    |
| \| \| 0 \| Pathankot Junction \| 330 m \| \| \| 4 \| Dalhousie Road \| Dalhousie Road \| \| \| \| Chakki Bridge, Chakki \| \| \| \| 13 \| Kandwal Halt \| Kandwal Halt \| \| \| 20 \| Nurpur Road \| 524 m \| \| \| 29 \| Talara \| Talara \| \| \| 37 \| Bharmar \| Bharmar \| \| \| 44 \| Jawan Wala Shehar \| Jawan Wala Shehar \| \| \| \| alte Trasse (bis 1971) \| \| \| \| \| Dehar Bridge (Nr. 205), Dehar Khud \| \| \| \| 52 \| Harsar Dehri \| Harsar Dehri \| \| \| \| New Gaj Bridge (Nr. 254), Gaj Khud \| \| \| \| 62 \| Nagrota Surian \| Nagrota Surian \| \| \| 66 \| Baryal Himachal \| Baryal Himachal \| \| \| 69 \| Nandpur Bhatauli \| Nandpur Bhatauli \| \| \| \| \| \| \| \| 73 \| Guler \| Guler \| \| \| 77 \| Lunsu Halt \| Lunsu Halt \| \| \| \| Reond Steel Arch Bridge \| \| \| \| 81 \| Tripal Halt \| Tripal Halt \| \| \| 83 \| Jwalamukhi Road \| 598 m \| \| \| \| Bathu Khad Bridge \| \| \| \| \| Dhudni Tunnel (76 m) \| \| \| \| 90 \| Koparlahar \| Koparlahar \| \| \| \| Daulatpur Tunnel (305 m) \| \| \| \| 94 \| Kangra \| Kangra \| \| \| 98 \| Kangra Mandir \| Kangra Mandir \| \| \| 104 \| Samloti \| Samloti \| \| \| 109 \| Nagrota \| Nagrota \| \| \| 127 \| Palampur \| Palampur \| \| \| 141 \| Baijnath Paprola \| 954 m \| \| \| 145 \| Baijnath Mandir \| 982 m \| \| \| 152 \| Ahju \| 1290 m \| \| \| 157 \| Chauntra Bhater \| Chauntra Bhater \| \| \| 164 \| Joginder Nagar \| 1186 m \| |                     |                                    |                                    |
| Kopfbahnhof Streckenanfang | 0                   | Pathankot Junction                 | 330 m                              |
| Haltepunkt / Haltestelle | 4                   | Dalhousie Road                     | Dalhousie Road                     |
| Brücke über Wasserlauf |                     | Chakki Bridge, Chakki              | Chakki Bridge, Chakki              |
| Haltepunkt / Haltestelle | 13                  | Kandwal Halt                       | Kandwal Halt                       |
| Haltepunkt / Haltestelle | 20                  | Nurpur Road                        | 524 m                              |
| Haltepunkt / Haltestelle | 29                  | Talara                             | Talara                             |
| Haltepunkt / Haltestelle | 37                  | Bharmar                            | Bharmar                            |
| Bahnhof | 44                  | Jawan Wala Shehar                  | Jawan Wala Shehar                  |
| Verschwenkung von links (Strecke außer Betrieb) · Verschwenkung von rechts |                     | alte Trasse (bis 1971)             | alte Trasse (bis 1971)             |
| Strecke (außer Betrieb) · Brücke über Wasserlauf |                     | Dehar Bridge (Nr. 205), Dehar Khud | Dehar Bridge (Nr. 205), Dehar Khud |
| Strecke (außer Betrieb) · Bahnhof | 52                  | Harsar Dehri                       | Harsar Dehri                       |
| Strecke (außer Betrieb) · Brücke über Wasserlauf |                     | New Gaj Bridge (Nr. 254), Gaj Khud | New Gaj Bridge (Nr. 254), Gaj Khud |
| Strecke (außer Betrieb) · Bahnhof | 62                  | Nagrota Surian                     | Nagrota Surian                     |
| Strecke (außer Betrieb) · Haltepunkt / Haltestelle | 66                  | Baryal Himachal                    | Baryal Himachal                    |
| Strecke (außer Betrieb) · Bahnhof | 69                  | Nandpur Bhatauli                   | Nandpur Bhatauli                   |
| Verschwenkung nach links (Strecke außer Betrieb) · Verschwenkung nach rechts |                     |                                    |                                    |
| Bahnhof | 73                  | Guler                              | Guler                              |
| Haltepunkt / Haltestelle | 77                  | Lunsu Halt                         | Lunsu Halt                         |
| Brücke über Wasserlauf |                     | Reond Steel Arch Bridge            | Reond Steel Arch Bridge            |
| Haltepunkt / Haltestelle | 81                  | Tripal Halt                        | Tripal Halt                        |
| Bahnhof | 83                  | Jwalamukhi Road                    | 598 m                              |
| Brücke über Wasserlauf |                     | Bathu Khad Bridge                  | Bathu Khad Bridge                  |
| Tunnel |                     | Dhudni Tunnel (76 m)               | Dhudni Tunnel (76 m)               |
| Haltepunkt / Haltestelle | 90                  | Koparlahar                         | Koparlahar                         |
| Tunnel |                     | Daulatpur Tunnel (305 m)           | Daulatpur Tunnel (305 m)           |
| Bahnhof | 94                  | Kangra                             | Kangra                             |
| Haltepunkt / Haltestelle | 98                  | Kangra Mandir                      | Kangra Mandir                      |
| Haltepunkt / Haltestelle | 104                 | Samloti                            | Samloti                            |
| Haltepunkt / Haltestelle | 109                 | Nagrota                            | Nagrota                            |
| Bahnhof | 127                 | Palampur                           | Palampur                           |
| Bahnhof | 141                 | Baijnath Paprola                   | 954 m                              |
| Haltepunkt / Haltestelle | 145                 | Baijnath Mandir                    | 982 m                              |
| Haltepunkt / Haltestelle | 152                 | Ahju                               | 1290 m                             |
| Haltepunkt / Haltestelle | 157                 | Chauntra Bhater                    | Chauntra Bhater                    |
| Kopfbahnhof Streckenende | 164                 | Joginder Nagar                     | 1186 m                             |

Die Kangra Valley Railway (KVR) ist eine Schmalspurbahn am Südhang des Himalayas in Indien. Ihre Spurweite beträgt 762 mm (2 Fuß 6 Zoll). Auf einer Länge von 164 km überwindet sie von Pathankot bis Joginder Nagar einen Höhenunterschied von 689 Meter. Sie weist zwei Tunnel und mehr als 900 Brücken auf.

## Geschichte
Im Jahr 1925 begann die Planung für ein System von insgesamt fünf Wasserkraftwerken nahe dem Dorf Sukrahatti, dem heutigen Joginder Nagar. Als erstes Kraftwerk sollte das Shanan Power House gebaut werden. Zur Abwicklung der umfangreichen Materialtransporte war eine meterspurige Anschlussbahn vorgesehen, die von Mukerian zur Kraftwerksbaustelle führen sollte.
Das Eisenbahnministerium genehmigte den Bau unter umfangreichen Auflagen. So wurde der Ausgangspunkt der Bahn nach Pathankot verlegt und die Spurweite wurde auf 2 Fuß 6 Zoll (analog zur Kalka-Shimla Railway) festgelegt. Die vorgeschriebene Streckenführung führte zu einer Anbindung von den Briten genutzter Bergorte und wichtiger Pilgerstätten im Kangra-Tal an die Eisenbahn.
Die Bauarbeiten begannen Anfang Mai 1926. Am 1. Dezember 1928 war die Strecke soweit fertig, dass der Güterverkehr aufgenommen werden konnte. Für den Personenverkehr wurde die Strecke am 1. April 1929 eröffnet. Die Kosten für den Bahnbau beliefen sich auf insgesamt 29.600.000 Rupien. Nachdem die Region im Jahr 1905 von einem schweren Erdbeben verwüstet worden war, wurde bei der Planung der Hochbauten besonderer Wert auf Erdbebensicherheit gelegt. Unter den zahlreichen Brücken ist der Reond Arch, die erste Stahlbogenbrücke in Indien.
Im Jahr 1942 wurde der Abschnitt Nagrota–Joginder Nagar als Folge des Zweiten Weltkriegs stillgelegt und zur Gewinnung von Oberbaumaterial für militärische Zwecke abgebaut. Nach der Unabhängigkeit Indiens wurde der Streckenabschnitt wieder aufgebaut und am 15. April 1954 erneut eröffnet.
Mit den Fortschritt der Bauarbeiten am Pong-Staudamm musste der Betrieb ab 1973 für drei Jahre unterbrochen und die Strecke im Abschnitt Jawanwala Shahr–Guler abgebaut und auf 25 km Länge neu trassiert werden.

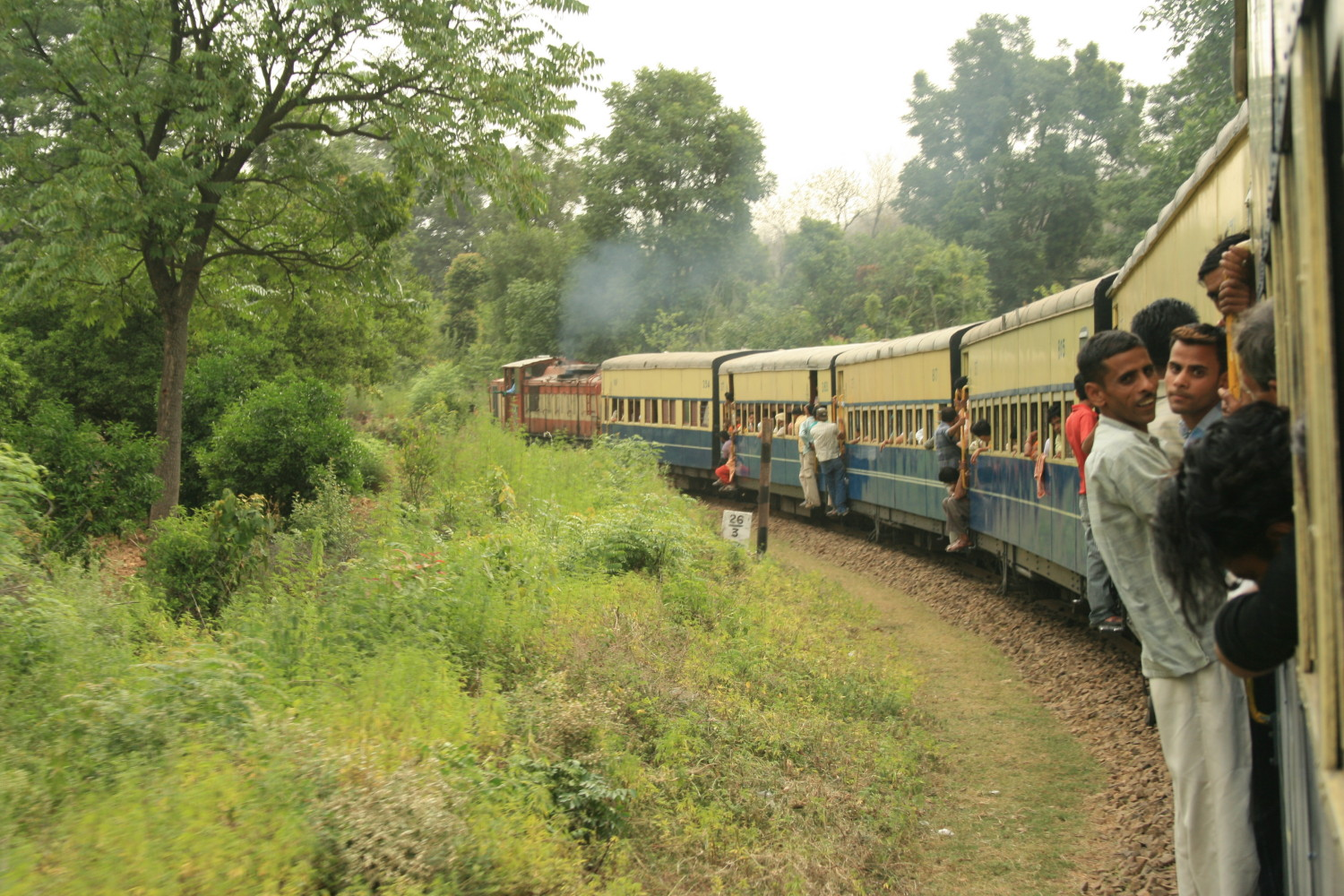
Kangra-Valley-Bahn

Der illegale Abbau von Sand und Kies im Flussbett des Chakki verursacht Erosionsschäden, die die Fundamente der Brücken über den Fluss gefährden. So verursachte am 9. Juli 2007 der Einsturz der benachbarten Straßenbrücke Schäden an der Brücke der KVR, die daraufhin gesperrt werden musste. Am  9. September des gleichen Jahres war wiederum eine mehrtägige Sperre erforderlich.
In der Nacht zum 13. August 2011 wurde die Strecke infolge schwerer Unwetter bei Dalhousie Road und zwischen Baijnath und Palampur durch Erdrutsche unterbrochen. Eine Flutwelle des Flusses Chakki unterspülte den Pfeiler Nr. 4 und brachte ihn zum Einsturz. Nach sieben Monaten Unterbrechung war die Brücke wieder befahrbar, so dass am 1. April 2012 der Betrieb wieder aufgenommen werden konnte. Im nachfolgenden Gerichtsverfahren wurde festgestellt, dass der Grund für den Einsturz nicht mangelhafte Unterhaltung, sondern der andauernde illegale Sand- und Kiesabbau in der Nähe der Brücke war.

## Streckenführung

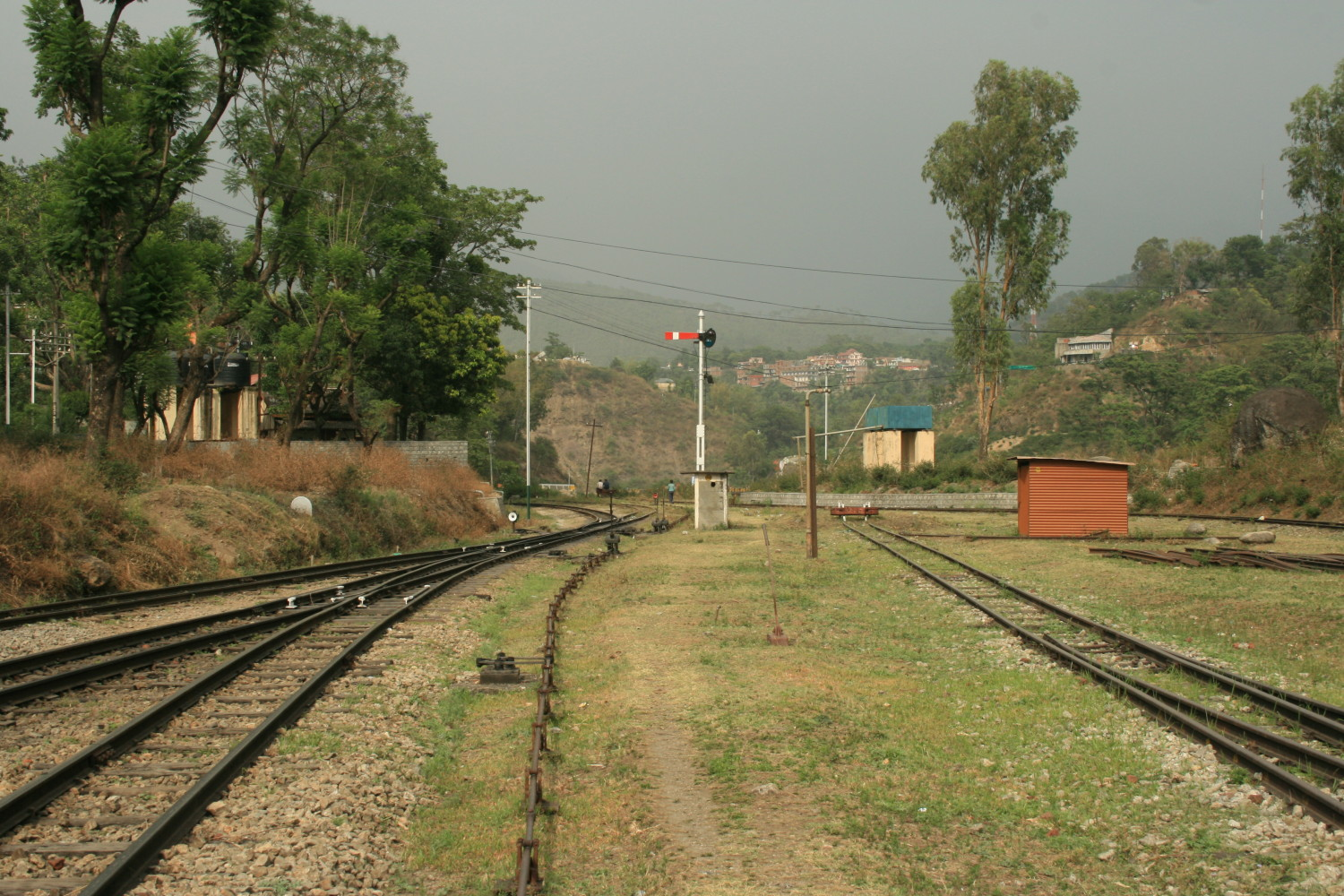
Baijnath Paprola – Ausfahrt Richtung Jogindernagar

Die Bahn beginnt in Pathankot im Bundesstaat Punjab und führt über 164 km nach Joginder Nagar im Bundesstaat Himachal Pradesh. Die Strecke führt noch als Anschlussgleis ca. 2 km weiter bergauf zum Shanan Power House. Dort besteht Anschluss an eine Standseilbahn, die an den Druckrohrleitungen entlang auf eine Höhe von 2.400 m führt.

## Betriebsmaschinendienst

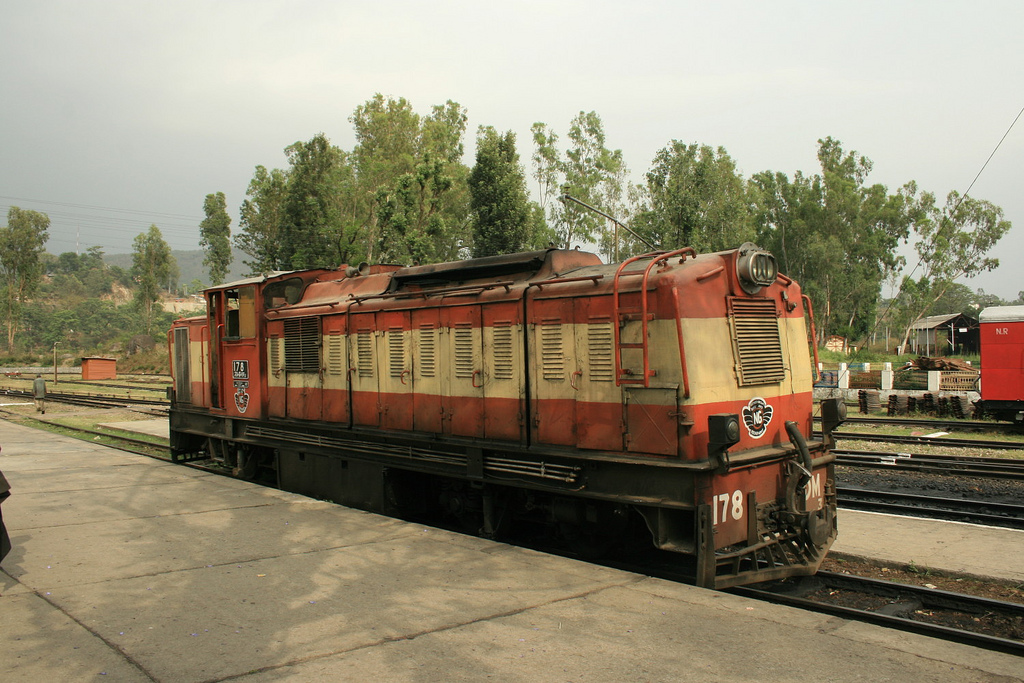
Diesellokomotive ZDM-3 178 in Baijnath Paprola

Alle Lokomotiven für den Betrieb der KVR sind im Loco Shed Pathankot stationiert. Im Jahr 2012 waren 10 vierachsige Diesellokomotiven der Class ZDM-3 und 4 Lokomotiven der weitgehend baugleichen Class ZDM-4 im Einsatz. Alle Fahrzeuge der Kangra Valley Railway sind mit einer Saugluftbremse ausgestattet.
In Pathankot gibt es für die Schmalspurbahn einen Lokschuppen, einen Wasserturm, Inspektionsgruben und eine Drehscheibe, die für breit- und schmalspurige Fahrzeuge nutzbar ist. Die Diesellokomotiven werden in Pathankot und Baijnath gedreht, so dass auf der Strecke jeweils der kürzere Vorbau in Fahrtrichtung vorne liegt. Zwischen Joginder Nagar und Baijnath fahren die Lokomotiven mit dem längeren Vorbau voraus.
In Baijnath Paprola gibt es einen Lokschuppen und eine Inspektionsgrube, der heute von übernachtenden Fahrzeugen genutzt wird. Während des Dampfbetriebs war hier wegen der nachfolgenden Steigungsstrecke nach Ahju eine Schublokomotive stationiert.

## Güterverkehr
Von der Eröffnung der Bahn bis zur Fertigstellung des Shanan Power House im Jahr 1932 wurden sämtliche Baumaterialien, Maschinen und die aus Großbritannien importierte Kraftwerksausrüstung transportiert.
Landwirtschaftliche Produkte waren von Anfang an ein wichtiger Verkehrszweig der KVR. Die Kartoffelernte aus den umliegenden Tälern wurde mit Maultieren nach Joginder Nagar gebracht, wo sie auf die Bahn verladen und zu den Absatzmärkten in Westbengalen transportiert wurde. Joginder Nagar entwickelte sich dadurch zum zeitweise wichtigsten Kartoffelmarkt in Nordindien. Palampur war Verladebahnhof für den hier angebauten Kangra-Tee.

## Personenverkehr

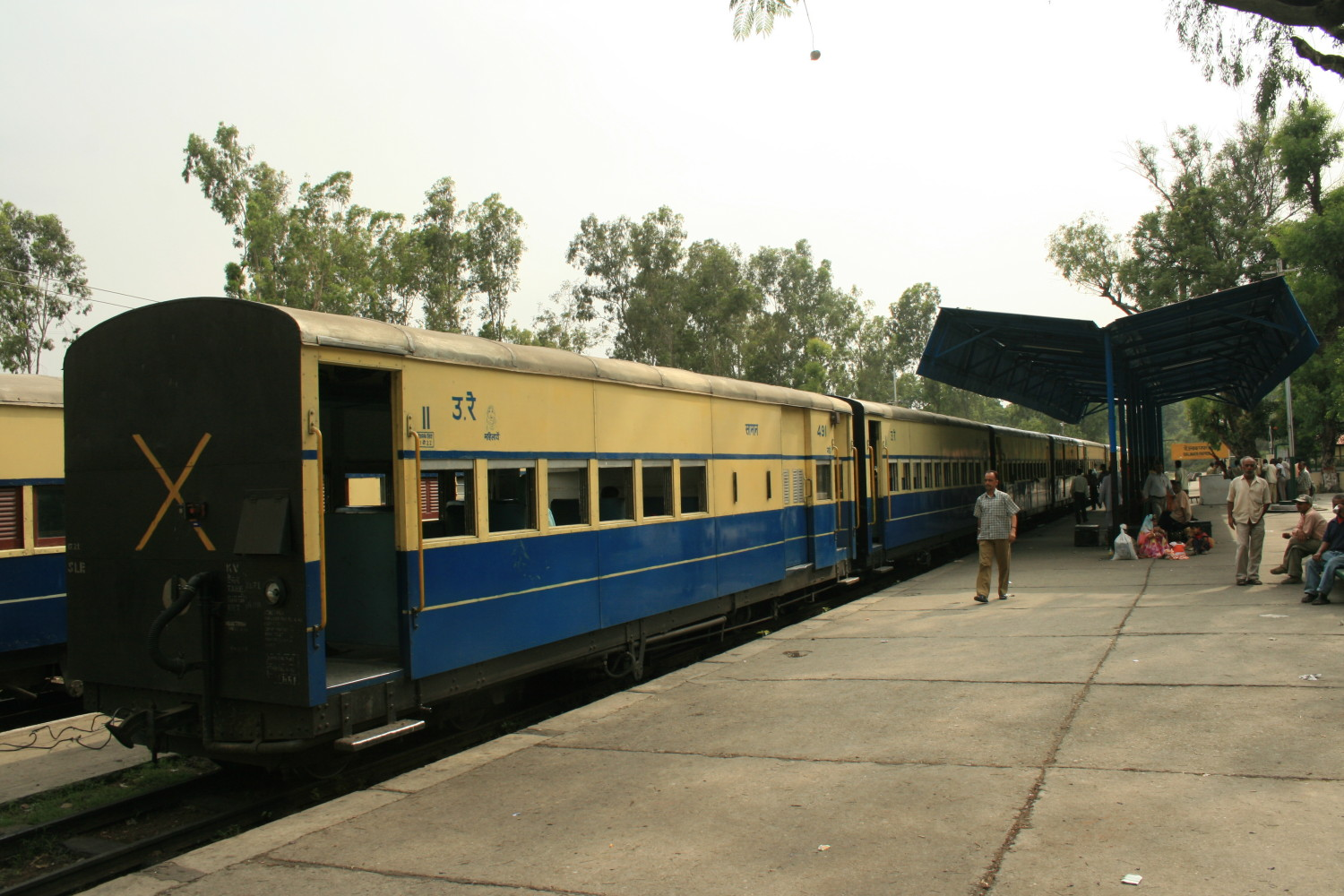
Reisezug in der Baijnath Paprola Station

Vier der sieben in Pathankot täglich beginnenden Züge fahren nur bis Baijnath Paprola (km 141), ein fünfter endet bereits in Jawalamukhi Road (km 83). Platzreservierung ist nicht möglich. Ab 1. August 1999 verkehrte zwischen Panakoth und Palampur der Luxuszug Kangra Queen. Wegen geringer Nachfrage wurde die Verbindung im Jahr 2003 eingestellt.

## Zukunft
Die Kangra Valley Railway steht auf der Bewerberliste als Weltkulturerbe der UNESCO. Im Gegensatz dazu gibt es Planungen seitens des Eisenbahnministeriums, die Kangra Valley Railway durch eine Breitspurbahn zu ersetzen, um 48 km nach Mandi zu verlängern und dort an die ebenfalls geplante Strecke Bilaspur – Manali – Leh anzuschließen. Die Kosten für die Streckenverlängerung werden auf 130 Millionen Rupien geschätzt, die Kostenschätzung für den Ersatz der Schmalspurbahn liegt bei 28,88 Millionen Rupien für Dieselbetrieb und 32,79 Millionen Rupien für elektrischen Betrieb.